# Rebekah Fortune
Rebekah Fortune est une réalisatrice, scénariste et productrice britannique.

## Biographie

### Formations
Après avoir obtenu une licence et une maîtrise en théâtre, Rebekah Fortune commence une carrière d'actrice au théâtre et à la télévision. Elle travaille notamment avec les réalisateurs David Yates et Colin Teague. En 1997, en collaboration avec l'écrivain Peter Machen, elle crée sa propre compagnie de théâtre financée par le Conseil des Arts, et entame des tournées nationales jusqu'en 2005.
Elle suit plusieurs cours de cinéma avant de fonder la société de production Seahorse Films en 2011, toujours avec Peter Machen. Elle souhaite ainsi développer une série de films qui allient la créativité à la publicité et qui encouragent activement les femmes à passer devant et derrière la caméra,.

### Carrière artistique
Son premier court métrage Something Blue est sélectionné pour des festivals de cinéma à travers le monde. Le film est également remarqué et diffusé par Channel 4. Paul est le fier père de Charlie. Mais quand il découvre que son fils lutte secrètement avec son identité féminine, il commence sa propre lutte pour découvrir ce que signifie réellement être un père. Le court métrage de dix-huit minutes juxtapose les préparatifs pour le mariage d'une grande sœur, dit le jour le plus féminin d'une vie de fille, avec le combat d'un jeune garçon pour revendiquer sa véritable identité. Ce premier essai de la réalisatrice est un prémisse à son premier long métrage Just Charlie sorti en 2017. La star du football Charlie est une fille piégée dans le corps d'un garçon. Rejetée par son père et ses coéquipières, Charlie espère pouvoir continuer de jouer au football ,.
Just Charlie reçoit de nombreux prix, dont le Prix du public au Festival international du film d'Edimbourg, l'Europe Generation Award lors du Seville European Film Festival et le Prix du meilleur film pour jeune public au Zlin Film Festival, en plus d'autres nominations à l'international. Le film a été distribué aux Etats-Unis, au Canada, en Chine, à Taïwan et à travers l'Europe,.

## Filmographie

### En tant que réalisatrice

#### Films
- 2016 : Deadly Intent
- 2017 : Just Charlie

#### Courts métrages
- 2011 : Something Blue
- 2011 : Grown Up
- 2013 : Mustn't Grumble
- 2014 : Sex, Love, Other
- 2015 : Squidge

### En tant que scénariste
Court métrage
- 2011 : Grown Up

### En tant que productrice
Courts métrages
- 2011 : Something Blue
- 2011 : Grown Up

### En tant qu’actrice
Série télévisée
- 2006 : Holby City : Dawn Loader (saison 8, épisode 25 : Passing On)

## Distinctions
- Meilleur long métrage pour jeunes, Just Charlie, Zlin Film Festival, 2017
- Prix Europe Generation, Just Charlie, Festival du film européen de Séville, 2017
- Prix du public, Just Charlie, Festival international du film d'Édimbourg, 2017
- Prix Cinépride du long métrage, Just Charlie, Festival Cinépride, Nantes, 2018